# Sad Lovers & Giants
Sad Lovers & Giants son un grupo de rock de Watford, Inglaterra, formado en 1981. Su sonido mezcla influencias post-punk, teclados atmosféricos y psicodelia en lo que se dio en llamar "unos Pink Floyd bucólicos".
Han pertenecido a la banda Garçe (voz), Tristán Garel-Funk (guitarra), Tony McGuinness (actualmente en el trío trance Above & Beyond) (guitarra), Cliff Silver (bajo), Ian Gibson (bajo), David Wood (teclados y saxofón), Juliet Sainsbury (teclados), Nigel Pollard (batería y percusión) y Will Hicks (teclados).
La formación original editó dos álbumes de estudio, Epic Garden Music y Feeding the Flame, pero se separaron en 1983 cuando estaban a punto de conseguir el reconocimiento comercial. En ese periodo antes de la separación grabaron también una sesión con John Peel para la BBC y un directo para la emisora holandesa Dutch Radio Hilversum, que posteriormente se editó como el álbum Total Sound, en 1986. Sus primeras actuaciones en directo solían ser como artista principal en universidades y clubs del Reino Unido con algunas visitas ocasionales a Europa, aunque también fueron teloneros de The Sound en una de las salas más importantes de Londres el día en que Epic Garden Music entraba en las listas independientes del Reino Unido.
En Europa el interés por la banda empezó a aumentar, y la edición del segundo álbum, Feeding the Flame fue apoyada con una gira por Alemania y Holanda, donde crearon una base de fanes. Artísticamente Feeding the Flame es considerado su mejor trabajo, y sugiere un potencial que podría haberlos elevado al nivel de bandas de su época como The Chameleons, Cocteau Twins y Modern English. Pero las tensiones dentro del grupo causaron su total desintegración, y Garel-Funk y Pollard se marcharon para formar The Snake Corps.
Durante algún tiempo no se supo nada de ellos; su compañía discográfica, Midnight Music, editó un álbum titulado In the Breeze, en el que se incluía una de sus canciones emblemáticas inéditas hasta aquel momento, "Three Lines". Pese a la ausencia de la banda, el interés por ellos seguía creciendo en Europa y América.
En 1986 regresaron tras cambios en la formación (Tony McGuiness a la guitarra, Juliet Sainsbury al teclado e Ian Gibson al bajo) con un nuevo álbum titulado The Mirror Test. Aunque estilísticamente resultaban similares a la formación original, la oscura crispación de canciones como In Flux había dado paso en cierta manera a una forma de componer más melódica. Por otro lado, la nueva formación tenía una energía en directo que antes no había, y las interpretaciones de las mejores canciones de su repertorio antiguo mejoraron hasta convertirse en actuaciones verdaderamente memorables.
El interés fuera del Reino Unido seguía creciendo y la banda actuó con frecuencia en Holanda, España y Francia, fueron cabeza de cartel en el viejo Marquee club del Soho londinense, y con la edición de su cuarto disco, Headland, aparecieron en la revista Melody Maker. 
Editaron un álbum más, titulado Treehouse Poetry, antes de que su sello discográfico, Midnight Music, se hundiera y la banda se separase de nuevo, con reuniones ocasionales para abrir los conciertos de  And Also The Trees en el Marquee Club y el Electric Ballroom de Londres. El sello Cherry Red editó '"E-mail from Eternity'", un recopilatorio de sus mejores temas en 1996, después de adquirir el catálogo de Midnight. 
Después, en 2002, el grupo editó un nuevo disco titulado Melting in the Fullness of Time y un año después dieron dos conciertos en Italia.

## Discografía

### Álbumes
- 1982 Epic Garden Music CHIME 00.01 (Midnight Music)
- 1983 Feeding the Flame CHIME 00.03 (Midnight Music)
- 1984 In the Breeze CHIME 00.07 (Midnight Music)
- 1986 Total Sound CHIME 00.22 (Midnight Music)
- 1987 The Mirror Test CHIME 00.30 (Midnight Music)
- 1988 Les Années Vertes CHIME 00.40 (antología - Midnight Music)
- 1990 Headland CHIME 01.10 (Midnight Music)
- 1991 Treehouse Poetry CHIME 01.20 (Midnight Music)
- 1996 "E-mail" from Eternity (The Best of Sad Lovers & Giants) CDMGRAM 104 (Anagram Récords, distribuido por Cherry Red)
- 2002 Melting in the Fullness of Time (Voigt Kampf)
- 2000 La Dolce Vita (Sad Lovers & Giants Live in Lausanne) VKR001CD (Voight-Kampff Récords)
- 2001 Headland and Treehouse Poetry VKR002CD (Voight-Kampff Récords)
- 2002 Melting in the Fullness of Time VKR003CD (Voight-Kampff Récords)

### Maxingles
- Man of Straw (DONG 5) "Man of Straw", "Cow Boys (versión)", "Close to the Sea"
- Seven Kinds of Sin (DONG 31) "Seven Kinds of Sin", "The Outsider", "Ours to Kill"
- White Russians (DONG 34) "White Russians", "A Map of My World", "Life Under Glass"
- Cow Boys (DONG 36)
- Sleep / A Reflected Dream (DONG 40) con The Essence
- Clocks Go Backwards (DONG 59)

### Singles
- Clé LM 003 (Last Movement) "Imagination", "When I See You", "Landslide"
- Colourless Dream LM 005 (Last Movement) "Colourless Dream", "Things We Never Did"

Las copias iniciales fueron impresas con las etiquetas al revés.
- Lost in a Moment DING 1 (Midnight Music) "Lost in a Moment", "The Tightrope Touch"
- Man of Straw DING 5 (Midnight Music) "Man of Straw", "Cow Boys"

## Enlaces
- Sitio oficial web
- Sad Lovers and Giants enFacebook
- Sad Lovers & Giants en Discogs

- Datos: Q452796